# Marcel Detienne
Marcel Detienne   (Lieja, 11 d'octubre de 1935 - Nemours, 21 de març de 2019) és un hel·lenista i antropòleg comparatista belga, especialista sobretot en el llenguatge i l'autoctonia a la Grècia antiga.

## Biografia
Marcel Detienne és llicència en filologia clàssica a la Universitat de Lieja, on esdevingué professor ajudant en història de la filosofia. S'establí a París al començament dels anys seixanta, on seguí els cursos de Louis Gernet a l'École practique des hautes études (EPHE); on coincidí amb Jean-Pierre Vernant. A partir de 1964, codirigeix el Centre d'investigacions comparades sobre les societats antigues a la EPHE. L'any 1965, sosté la seva tesi de doctorat a la Universitat de Lieja.
El 1975 fou nomenat director d'estudis en ciències religioses a l'EPHE (càtedra de les religions de Grècia antiga, fins al 1998) i hi dirigí un grup d'investigació del CNRS, «Història i antropologia, enfocaments comparatius», fins al 1996.
L'any 1992, esdevingué director del Centre Louis-Marí d'estudis comparatius de la Universitat Johns Hopkins a Baltimore. Els seus seminaris a la Universitat de Lieja (2002-2003), com a titular de la càtedra Francqui interuniversitaire à titre étranger), tractaren sobre «els déus de la política a les ciutats gregues».
Als anys 2009-2010, contribuí amb diversos dels seus col·legues (Gérard Noiriel, Françoise Héritier i Emmanuel Terray, entre altres) al debat sobre la identitat nacional, participant sobretot en el film Ulysse clandestin de Thomas Lacoste (2010). Marcel Detienne és professor emèrit de la Universitat Johns Hopkins i director d'estudis honorari de l'EPHE.

## Obres
- Les Maîtres de vérité dans la Grèce archaïque, Paris, Maspero, 1967 (Presses Pocket, coll. Agora, 1994).
- Les Jardins d'Adonis, Paris, Gallimard, 1972[8] (édition revue et corrigée avec une postface : Paris, Gallimard, 1989).
- L'Invention de la mythologie, Paris, Gallimard, 1981.
- Les Savoirs de l'écriture en Grèce ancienne, Marcel Detienne et coll., Lyon, PUL, 1988.
- Les Ruses de l'intelligence. La métis chez les Grecs, en collaboration avec Jean-Pierre Vernant, Paris, Flammarion, 1989.
- La Vie quotidienne des dieux grecs, Paris, Hachette, 1989.
- Dieux grecs, en collaboration avec Giulia Sissa, Paris, Hachette Litterature, 1989.
- L'Écriture d'Orphée, Paris, Gallimard, 1989.
- Dionysos à ciel ouvert, Paris, Hachette, coll. Pluriel, 1990.
- Transcrire les mythologies, Paris, Albin Michel, 1994.
- La Déesse parole : quatre figures de la langue des dieux, sous la dir. de M. Detienne et G. Hamonic, Paris, Flammarion, 1994.
- Dionysos mis à mort, Paris, Gallimard, 1996.
- La Cuisine du sacrifice en pays grec, en collaboration avec Jean-Pierre Vernant, Paris, Gallimard, 1997.
- Apollon le couteau à la main, Paris, Gallimard, 1998 (rééd. coll. Tel, nº 365, 2009).
- Comparer l'incomparable, Paris, Le Seuil, 2000 (nouvelle édition augmentée d'une préface : coll. Points, 2009).
- Comment être autochtone ?, Paris, Le Seuil, 2003.
- Qui veut prendre la parole ?, Paris, Le Seuil, 2003.
- Les Dieux d'Orphée, Paris, Gallimard, 2007.
- Les Grecs et nous, Paris, Perrin, 2005 (coll. Tempus, 2009).
- L'identité nationale, une énigme, Paris, Gallimard, coll. Folio Histoire, nº 177, 2010.

## Filmografia
- 2010: Ulysse clandestin de Thomas Lacoste